# Petrčane
Petrčane je naselje u sastavu grada Zadra u Zadarskoj županiji.

## Zemljopis
Petrčane se nalaze između gradova Zadra i Nina, neposredno između naselja Kožino i Zaton. Većina naselja se smjestila u zaklonjenoj uvali na čijim puntama, punti Radman i punti Skala, su tijekom druge polovice dvadesetog stoljeća sagrađena dva hotelska odmarališta.

Stari dio naselja se nalazi u najzaklonjenijem dijelu uvale, dok se novi dio naselja sa strateški razvijenim urbanističkim planom širi ka hotelskom resortu Pinija prema sjevernom dijelu naselja.

Istočno od naselja prolazi državna cesta D306 s koje se prilazi prema naselju Petrčane. Sama državna cesta ne ulazi u naselje što je neuobičajeno za naselja koja se nalaze uz obalu, već je od naselja odvojena poljoprivrednim zemljištem i borovom šumom.

Grad Zadar se nalazi 12 km južno od Petrčana.

## Stanovništvo
Prema popisu stanovništva iz 2011. godine, naselje je imalo 601 stanovnika.
| broj stanovnika | 270   | 295   | 332   | 375   | 394   | 447   | 600   | 545   | 614   | 621   | 612   | 512   | 534   | 575   | 617   | 601   | 572   |
|                 | 1857. | 1869. | 1880. | 1890. | 1900. | 1910. | 1921. | 1931. | 1948. | 1953. | 1961. | 1971. | 1981. | 1991. | 2001. | 2011. | 2021. |

## Povijest
Prvi povijesni tragovi na ovom području sežu u prapovijest.
 
Samo naselje je tijekom rimskog doba pripadalo zadarskom ageru (Iadera) te su bilo dio graničnog područja prema ninskom ageru (Aenona). Na samom području nađeni su ostatci nekoliko vila rustica iz tog vremenskog razdoblja, jedna u uvali Fažan prema naselju Kožino a druga na području livada prema Donjim Petrčanima.

Tijekom austrougarskog upravljanja na Punti Radman se nalazio lazaret za potrebe grada Zadra, gdje je vršena karantena za oboljele, te je na samom tom području zasađena gusta borova šuma koja je blagonaklono djelovala na bolesnike naročito na one s respiratornim problemima. Na području lazareta je sagrađena kapelica, upravna zgrada te ogradni zid.

## Gospodarstvo
Uz turizam, glavna gospodarska djelatnost kojom se bavi dio stanovništva je poljoprivreda i to izrazito vinogradarstvo i maslinarstvo.

## Spomenici i znamenitosti
- Crkva svetog Bartola (Bartula) iz 12./13. stoljeća
- Crkva svete Sabine (Slavine)

## Obrazovanje
- OŠ Petar Preradović, područna škola

## Vanjske poveznice
- Hrvatska turistička zajednica, Petrčane[neaktivna poveznica]
- Internet portal vezan uz Petrčane  Arhivirana inačica izvorne stranice od 8. veljače 2011. (Wayback Machine)

|  | Portal Hrvatske – Pristup člancima s tematikom o Hrvatskoj. |